# 奧爾登鎮區 (明尼蘇達州弗里伯恩縣)
奧爾登鎮區（英語：Alden Township）是位於美國明尼蘇達州弗里伯恩縣的一個行政鎮區。

## 地方資料
奧爾登鎮區的面積為91.19平方千米，當中陸地面積為91.08平方千米，而水域面積為0.11平方千米。根據2020年美國人口普查的數據，當地共有人口283人，而人口密度為每平方千米3.1人。